# Timéo
Cet article concerne le spectacle. Pour le prénom, voir Thimotée.
Timéo est un spectacle musical écrit par Jean-Jacques Thibaud, composé par Julien Vallespi et mis en scène par Alex Goude. Les représentations auront lieu à partir du 16 septembre 2016 au Casino de Paris. Le spectacle est appelé aussi circomédie musicale car le spectacle est en même temps une comédie musicale et du cirque (les numéros de cirque sont également chantés). La devise du spectacle est : être différent c'est normal,.

## Intrigue
Timéo est un jeune garçon handicapé. Malgré son fauteuil roulant, il n’a qu’un rêve : devenir artiste de cirque ! Lorsqu’il apprend que le cirque Diabolo et son idole Melody Swann sont en ville, il décide de suivre sa voie et de s’inviter aux répétitions. Il découvre alors que la jeune femme a mystérieusement disparu et que le quotidien sous le chapiteau n’est pas aussi idyllique qu’il l’imaginait. Loin de se décourager, Timéo va enquêter et prouver, à tous, qu'être différent est normal.

## Fiche technique
- Livret : Jean-Jacques Thibaud
- Musique : Julien Vallespi
- Producteur : Jérémie de Lacharrière
- Mise en scène : Alex Goude
- Chorégraphie : Johan Nus
- Costumes : Christophe Fossard
- Maquillage: Cindy Galhac
- Coiffure: Jérôme Blanco Martin
- Scénographie : Emmanuelle Favre
- Vidéo & Motion Design : All Access Design.
- Lumière : All Access Design.
- Direction du casting : Bruno Berberes
- Date de première représentation : 16 septembre 2016 au Casino de Paris

## Distribution
- Mathias Raumel et Benjamin Maytraud : Timéo
- Simon Heulle : Face
- Djamel Mehnane : Pile
- Véronick Sévère : Dahlia, dresseuse de chiens
- Jeremy Charvet : Chef de la bande des BMX
- Sébastien Lavalette : Florian Asteros, jongleur de feu
- Adrian et Joris Conquet : Illuzio, magicien
- Florence Peyrard : Lilou
- Sylvain Rigault : Boris Tarzanov
- Anako Gaudin : Tatiana Tarzanov
- James Noah : Anthony Belano, dresseur de fauves
- Mikelangelo Loconte : Mr Loyal
- Salomé Hadjadj : Hindira, fakir
- Tiago Eusebio : Alexio, contorsionniste
- Ofélie Crispin : Melody Swann
- Marvin Martin, Corentin Crestia : skaters
- Sami Djail, Romain Hudry : bmx

## Discographie
- Le premier single, Le rêve interdit interprété par Mathias Raumel et Benjamin Maytraud, sort en mai 2016[3].
- L'EP composé de 7 titres, sort en juin 2016 :

| No | Titre                       | Interprète(s)                                           | Durée      |
| -- | --------------------------- | ------------------------------------------------------- | ---------- |
| 1. | Le rêve interdit            | Mathias Raumel et Benjamin Maytraud                     | 3 min 22 s |
| 2. | Etre différent c'est normal | Salomé Hadjadj                                          | 3 min 32 s |
| 3. | Tous des artistes           | Collégiale                                              | 3 min 48 s |
| 4. | Un trampoline dans la tête  | Simon Heulle et Djamel Mehnane                          | 3 min 49 s |
| 5. | Et je me love               | Ofélie Crispin                                          | 3 min 27 s |
| 6. | On n'est pas des anges      | Jérémy Charvet                                          | 3 min 08 s |
| 7. | Trop beau pour être faux    | Mikelangelo Loconte et l'ensemble de la troupe de Timéo | 4 min 40 s |

## Récompenses
- Trophée "coup de cœur Handisport " 2016
- Nomination aux Globes de Cristal dans la catégorie "Comédie musicale" (Producteur : Jérémie De Lacharrière).